# Етан на Марни
Етан на Марни (фр. Etampes-sur-Marne) насеље је и општина у североисточној Француској у региону Пикардија, у департману Ен (Пикардија) која припада префектури Шато Тјери.
По подацима из 2011. године у општини је живело 1153 становника, а густина насељености је износила 514,73 становника/km². Општина се простире на површини од 2,24 km². Налази се на средњој надморској висини од 90 метара (максималној 213 m, а минималној 59 m).

## Демографија
| 1962. | 1968. | 1975. | 1982. | 1990. | 1999. | 2011. |
| ----- | ----- | ----- | ----- | ----- | ----- | ----- |
| 880   | 1.363 | 1.224 | 1.246 | 1.358 | 1.313 | 1.153 |

График промене броја становника у току последњих година